# Линдвалл, Одри
О́дри Кэ́трин Ли́ндвалл (англ. Audrey Kathryn Lindvall; 11 августа 1982, Лис-Саммит, Миссури, США — 2 августа 2006, там же) — американская фотомодель.

## Биография
Одри — одна из 6-х детей в семье Рэндолла и Лоры Линдвалл. Линдвалл имела четверых сестёр и одного брата. Одна из её сестёр — Анджела Линдвалл (род. 1979) — также фотомодель. Была замужем за Дженко Фуэнтесом.
В июле 2006 года Одри вернулась жить в дом отца в свой родной город Лис-Саммит (штат Миссури, США) и именно здесь погибла через месяц.
2 августа 2006 года, во время езды на велосипеде вместе со своим другом, Одри была сбита грузовиком. Она погибла, попав под колёса этого самого грузовика. Линдвалл не дожила до своего 24-летия всего лишь 9 дней. Британская музыкальная инди-рок-группа «The Kooks» посвятила свою песню и клип «Ooh La» погибшей девушке.